# Диференцијална реакција
Диференцијална реакција је у бихевиоризму и теорији социјалног учења одговор изазван одређеним стимулусима међу многим различитим стимулусима. Нпр. дете може научити да се смеје када се родитељ смеје.